# Skalna (Góry Bialskie)
Skalna (niem. Scbwaner.Berg) – wzniesienie o wysokości 923,7 m n.p.m., w południowo-zachodniej Polsce w Górach Bialskich w Sudetach Wschodnich.

## Położenie
Wzniesienie, położone, w zachodnio-środkowej części Gór Bialskich w Sudetach Wschodnich, około 1,3 km, na południowy wschód od południowo-wschodniej granicy małej wioski Nowa Morawa i 3,2 km na południowy zachód od wzniesienia Rudawiec.

## Fizjografia
Wzniesienie o zróżnicowanych zboczach i niewielkim szczycie. Charakteryzujące się wyraźnie podkreślonymi stromymi zboczami: południowym, zachodnim i północno-zachodnim, regularną rzeźbą i urozmaiconym ukształtowaniem. Całe wzniesienie położone jest na obszarze Śnieżnickiego Parku Krajobrazowego. Wyrasta z południowo-zachodniego zbocza wzniesienia Rude Krzyże w kształcie grzędy wciśniętej na kierunku NE-SW między wzniesienia: Solec po wschodniej stronie i Średniak po północnej stronie. Szczyt wzniesienia o stożkowatym kształcie wyrasta o ok. 20 m ponad niewielką wierzchowinę od strony południowo-zachodniej. Zbocze południowo-zachodnie oraz pozostałe zbocza dość stromo opadają do dolin potoków. Wzniesienie wyraźnie wydzielają dobrze wykształcone erozyjne doliny górskich potoków, które oddzielają wzniesienie od sąsiednich wzniesień: od wschodu dolina potoku Lewa Widełka i Morawki oddziela od wzniesienia Stolec, od południa dolina Morawki, od północy od wzniesienia Średniak dolina Gołogórskiego Potoku a od wzniesienia Rude Krzyże oddzielone jest niewielką bezimienną przełęczą (900 m n.p.m.). Położenie wzniesienia, kształt oraz wysokość mniejsza od otaczających wzniesień, czynią wzniesienie trudno rozpoznawalnym w terenie.

## Budowa
Wzniesienie w całości zbudowane ze skał metamorficznych łupków łyszczykowych i gnejsów gierałtowskich. Szczyt i zbocza wzniesienia pokrywa niewielkiej grubości warstwa młodszych osadów glin, żwirów, piasków i lessów z okresu zlodowaceń plejstoceńskich i osadów powstałych w chłodnym, peryglacjalnym klimacie.

## Roślinność
Wzniesienie w całości porośnięte naturalnym lasem świerkowym regla dolnego z domieszką modrzewia, w partii szczytowej występuje niewielka polana porośnięta rzadkim młodnikiem świerkowym. Wzniesienie pod koniec XX wieku dotknęły zniszczenia wywołane katastrofą ekologiczną w Sudetach obecnie w miejscach częściowo zniszczonego drzewostanu porasta świerkowy młodnik.

## Zagospodarowanie
Zachodnim zboczem na poz. 700–850 m n.p.m. trawersuje Droga Morawska prowadząca z Blesławowa do Czech przez Przełęcz Płoszczyna, północnym i południowym podnóżem wzdłuż dolin potoków przebiegają drogi leśne.

## Ciekawostki
- Po północno-wschodniej stronie od szczytu wzniesienia Skalna, okolicy bezimiennej przełęczy, w cienkim paśmie łupków łyszczykowych i paragnejsów, wśród gnejsów gierałtowskich występują amfibolity[2].

## Turystyka
Przez szczyt nie prowadzi szlak turystyczny.